# Episodi di In aller Freundschaft (ottava stagione)
L'ottava stagione della serie televisiva In aller Freundschaft è stata trasmessa in anteprima in Germania da Das Erste tra il 4 gennaio 2005 e il 20 dicembre 2005.
| nº | Titolo originale               | Prima TV Germania |
| -- | ------------------------------ | ----------------- |
| 1  | Eine Frage der Menschlichkeit  | 4 gennaio 2005    |
| 2  | Ein schwarzer Tag              | 11 gennaio 2005   |
| 3  | Nur über meine Leiche          | 18 gennaio 2005   |
| 4  | Schicksalsschlag               | 25 gennaio 2005   |
| 5  | Der Liebesbeweis               | 1º febbraio 2005  |
| 6  | Herzfehler                     | 8 febbraio 2005   |
| 7  | Herbststurm                    | 15 febbraio 2005  |
| 8  | Zwischen den Zeilen            | 22 febbraio 2005  |
| 9  | Mit aller Macht                | 1º marzo 2005     |
| 10 | Neue Wege                      | 8 marzo 2005      |
| 11 | Unter Brüdern                  | 15 marzo 2005     |
| 12 | Rosenkrieg                     | 22 marzo 2005     |
| 13 | Gestern und Morgen             | 29 marzo 2005     |
| 14 | Der richtige Mann              | 5 aprile 2005     |
| 15 | Abgehauen                      | 12 aprile 2005    |
| 16 | Eine Flamme im Wind            | 26 aprile 2005    |
| 17 | Das stärkere Gefühl            | 3 maggio 2005     |
| 18 | Im Labyrinth                   | 10 maggio 2005    |
| 19 | Durch den Wind                 | 17 maggio 2005    |
| 20 | Zweite Begegnung               | 24 maggio 2005    |
| 21 | Freundschaftsdienst            | 31 maggio 2005    |
| 22 | Nur zu zweit                   | 7 giugno 2005     |
| 23 | Versprechungen                 | 14 giugno 2005    |
| 24 | Am seidenen Faden              | 28 giugno 2005    |
| 25 | Überfordert                    | 5 luglio 2005     |
| 26 | Bilanz                         | 12 luglio 2005    |
| 27 | ...Vater sein dagegen sehr     | 19 luglio 2005    |
| 28 | Goldener Herbst                | 26 luglio 2005    |
| 29 | Fiasko                         | 2 agosto 2005     |
| 30 | Geschwisterliebe               | 9 agosto 2005     |
| 31 | Eine Lügengeschichte           | 4 ottobre 2005    |
| 32 | Alte Liebe, neues Glück        | 11 ottobre 2005   |
| 33 | Todesstunde                    | 18 ottobre 2005   |
| 34 | Zerrissenes Herz               | 25 ottobre 2005   |
| 35 | Systemfehler                   | 1º novembre 2005  |
| 36 | Hand in Hand mit dem Schicksal | 8 novembre 2005   |
| 37 | Grenzerfahrung                 | 15 novembre 2005  |
| 38 | Immer in Bereitschaft          | 22 novembre 2005  |
| 39 | Ein einziges Mal               | 29 novembre 2005  |
| 40 | Mann gegen Mann                | 6 dicembre 2005   |
| 41 | Hochzeitsglocken               | 13 dicembre 2005  |
| 42 | Familienfest                   | 20 dicembre 2005  |